# Orthostigma
Orthostigma är ett släkte av steklar som beskrevs av Julius Theodor Christian Ratzeburg 1844. Orthostigma ingår i familjen bracksteklar.

## Dottertaxa tillOrthostigma, i alfabetisk ordning[1][2]
- Orthostigma anatolii
- Orthostigma astigma
- Orthostigma beyarslani
- Orthostigma bicolor
- Orthostigma breviradiale
- Orthostigma canariense
- Orthostigma crassinerve
- Orthostigma cratospila
- Orthostigma cratospilum
- Orthostigma curtiradiale
- Orthostigma dentatum
- Orthostigma dyari
- Orthostigma eoum
- Orthostigma falx
- Orthostigma funchalense
- Orthostigma gallowayi
- Orthostigma impeforme
- Orthostigma imperator
- Orthostigma impunctatum
- Orthostigma karkloofense
- Orthostigma katharinae
- Orthostigma kathmanduense
- Orthostigma ketambeense
- Orthostigma konergeri
- Orthostigma laticeps
- Orthostigma lokei
- Orthostigma longicorne
- Orthostigma longicubitale
- Orthostigma lucidum
- Orthostigma maculipes
- Orthostigma madeirense
- Orthostigma mandibulare
- Orthostigma maska
- Orthostigma memorandum
- Orthostigma monotonum
- Orthostigma multicarinatum
- Orthostigma multicrenis
- Orthostigma nepalense
- Orthostigma orthostigmoides
- Orthostigma ovale
- Orthostigma praedo
- Orthostigma praescutellatum
- Orthostigma prebblei
- Orthostigma pseudolaticeps
- Orthostigma pumilum
- Orthostigma pusillum
- Orthostigma robusticeps
- Orthostigma samosense
- Orthostigma sculleni
- Orthostigma sculpturatum
- Orthostigma seychellense
- Orthostigma sheldoni
- Orthostigma sibiricum
- Orthostigma sinedone
- Orthostigma sordipes
- Orthostigma speratum
- Orthostigma sumatranum
- Orthostigma terryvillense
- Orthostigma thornveldense
- Orthostigma tropicale
- Orthostigma tumidum